# Vistara
Tata SIA Airlines Limited, vận hành với tên gọi Vistara, là một hãng hàng không Ấn Độ, có trụ sở tại Gurgaon, với trung tâm tại sân bay quốc tế Indira Gandhi. Hãng này là một liên doanh giữa Tata Sons và Singapore Airlines, bắt đầu hoạt động vào ngày 9 tháng 1 năm 2015 với chuyến bay khai trương giữa Delhi và Mumbai. Hãng đã vận chuyển hơn hai triệu hành khách vào tháng 6 năm 2016 và tính đến tháng 5 năm 2019, có 4,7% thị phần  của thị trường vận tải nội địa, làm cho nó trở thành hãng hàng không nội địa lớn thứ sáu của Ấn Độ. Hãng có 24 tuyến bay với đội tàu bay gồm Airbus A320 và Boeing 737-800NG.

## Lịch sử

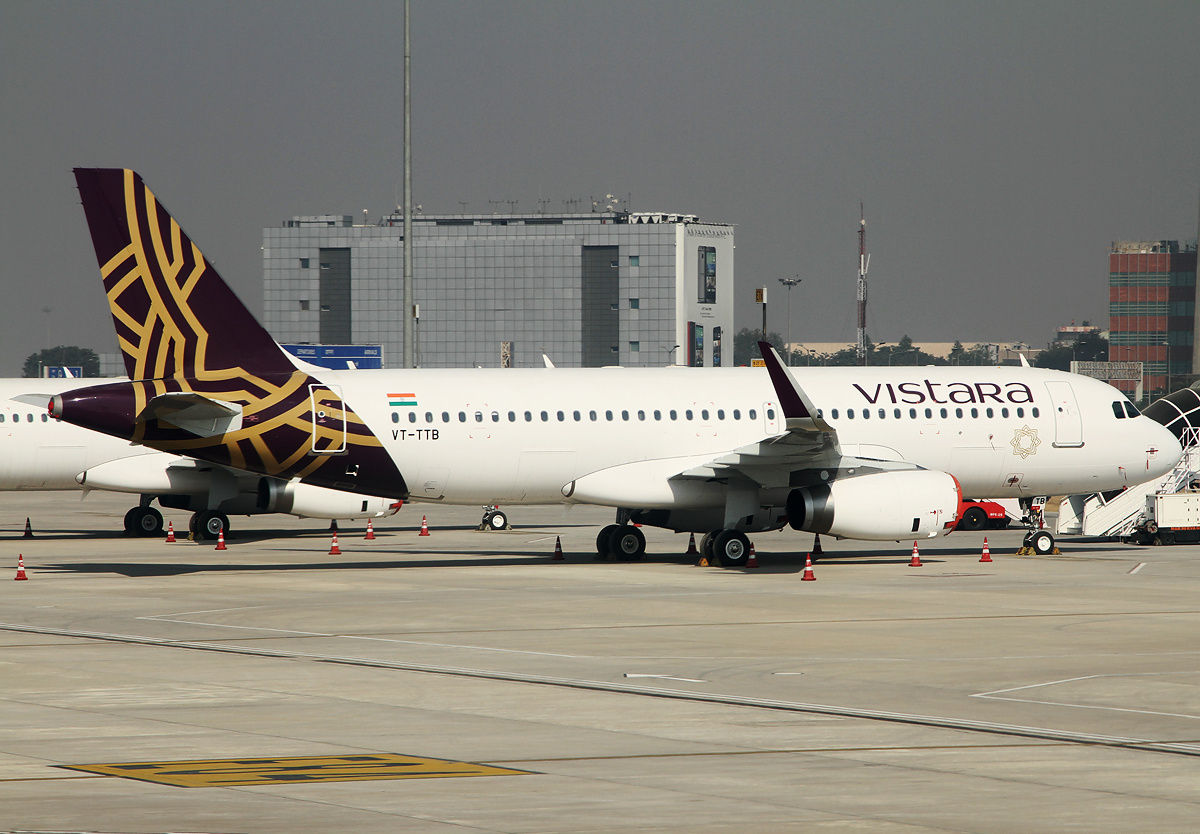
Máy bay Airbus A320 đầu tiên của Vistara (VT-TTB) tại sân bay quốc tế Delhi

Hãng hàng không được thành lập vào năm 2013 dưới hình thức liên doanh giữa tập đoàn của Ấn Độ Tata Sons và Singapore Airlines (SIA). Hai công ty đã nỗ lực vào giữa những năm 1990 để ra mắt một hãng vận chuyển đầy đủ dịch vụ ở Ấn Độ nhưng không thành công, bị chính phủ Ấn Độ từ chối phê duyệt. Với việc Ấn Độ mở ngành hàng không với 49% đầu tư trực tiếp nước ngoài (FDI) vào năm 2012, Tata và SIA một lần nữa quyết định thả nổi một công ty hàng không liên doanh ở Ấn Độ. Liên doanh. Tata SIA Airlines Limited (TSAL), được dự tính là một hãng vận chuyển đầy đủ dịch vụ cao cấp để phục vụ nhu cầu của khách hàng cao cấp tại thị trường hàng không dân dụng Ấn Độ do các hãng hàng không giá rẻ chiếm lĩnh. Ban xúc tiến đầu tư nước ngoài của Ấn Độ đã phê duyệt Liên doanh vào tháng 10 năm 2013, cho phép SIA lấy 49% cổ phần của hãng hàng không. Hai công ty mẹ ban đầu cam kết đầu tư 100mn đô la Mỹ kết hợp làm vốn đầu tư ban đầu, với Tata Sons góp 51% và Singapore Airlines góp 49%. Đây là một phần của bước đột phá lớn thứ hai của Tata vào lĩnh vực hàng không cùng với cổ phần thiểu số trong AirAsia India. Liên doanh đầu tiên của công ty, Tata Airlines, được thành lập vào những năm 1930 và sau đó trở thành hãng vận chuyển cờ Air India sau khi quốc hữu hóa.

## Thỏa thuận

### Thỏa thuận liên danh

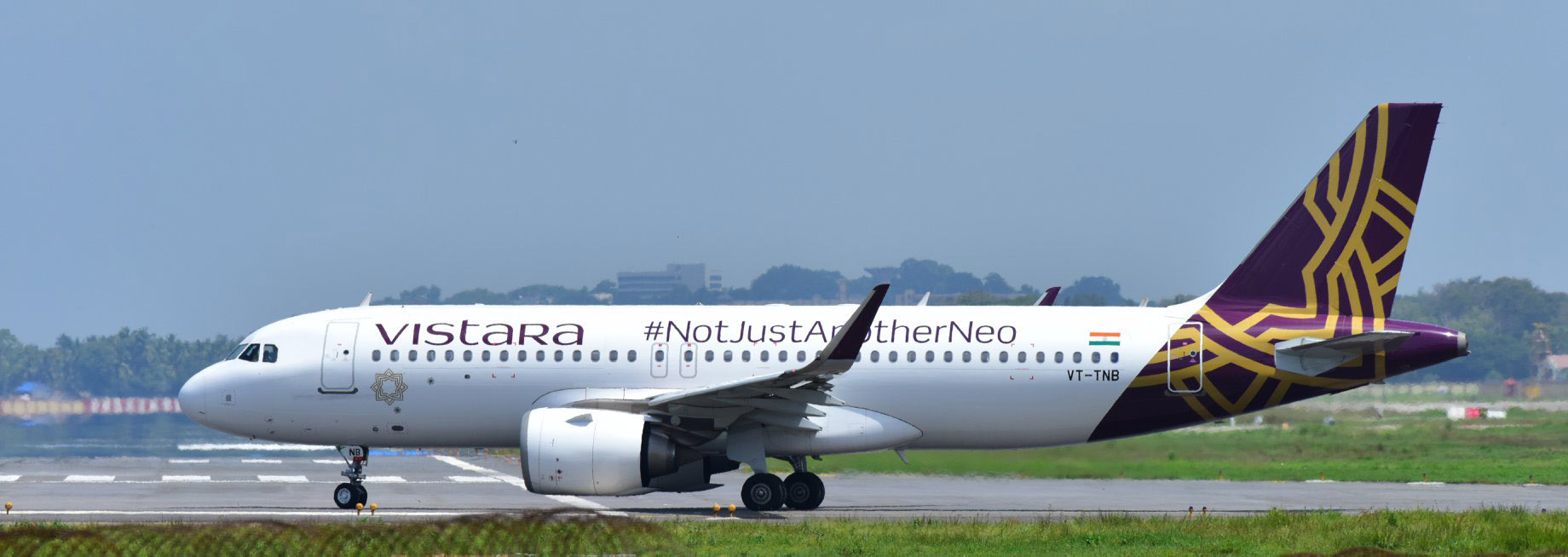
Airbus A320neo

- British Airways
- Japan Airlines
- Lufthansa
- Singapore Airlines
- United Airlines

### Thỏa thuận liên tuyến
- Aeroflot
- Air France
- Air Mauritius
- All Nippon Airways
- American Airlines
- Asiana Airlines
- British Airways
- Emirates
- Ethiopian Airlines
- Finnair
- flydubai
- Gulf Air
- Kam Air
- Japan Airlines
- Kenya Airways
- KLM
- Kuwait Airways
- Qatar Airways
- Singapore Airlines
- SriLankan Airlines
- Turkish Airlines
- United Airlines

## Đội bay

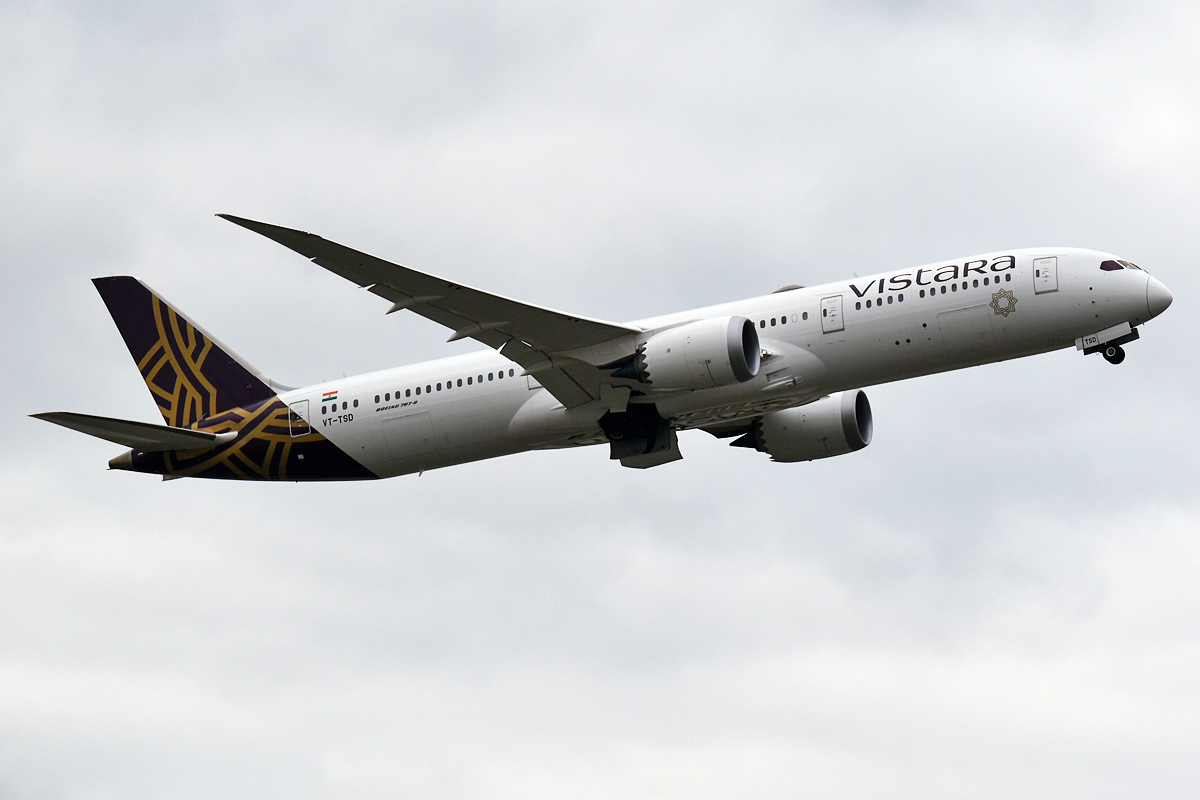
Boeing 787-9

Tuổi thọ trung bình đội bay đến tháng 1/2022 là 3 năm.
Tính đến tháng 1/2022:
| Máy bay         | Đang hoạt động | Đặt hàng | Hành khách | Hành khách | Hành khách | Hành khách | Ghi chú                                          |
| Máy bay         | Đang hoạt động | Đặt hàng | C          | Y+         | Y          | Tổng       | Ghi chú                                          |
| --------------- | -------------- | -------- | ---------- | ---------- | ---------- | ---------- | ------------------------------------------------ |
| Airbus A320neo  | 33             | 23       | —          | —          | —          | 180        |                                                  |
| Airbus A320-200 | 7              | —        | 8          | 24         | 126        | 158        |                                                  |
| Airbus A321neo  | 4              | 1        | 12         | 24         | 152        | 188        |                                                  |
| Boeing 737-800  | 5              | —        | 12         | —          | 156        | 168        | Chuyển từ đội bay của Jet Airways sang khai thác |
| Boeing 787-9    | 2              | 4        | 30         | 21         | 248        | 299        |                                                  |
| Tổng cộng       | 51             | 28       |            |            |            |            |                                                  |